# Framing
Framing of denkraam is een overtuigingstechniek in communicatie waarbij woorden en beelden zo gekozen worden, dat daarbij impliciet een aantal aspecten van het beschrevene wordt uitgelicht. Deze uitgelichte aspecten helpen om een bepaalde lezing van het beschrevene of een mening daarover te propageren. Zij worden als het ware al dan niet bewust geplaatst in een frame (denkraam). Onder meer in de politiek, de journalistiek en de reclame wordt van framing bewust (en onbewust) gebruikgemaakt. Deze Engelse term is begin 21e eeuw in het Nederlands terechtgekomen.
Wie een frame gebruikt, probeert via woorden en de beelden en gevoelens die ze oproepen, de manier waarop anderen naar de werkelijkheid kijken te beïnvloeden. Het frame wordt een bril waardoor bepaalde informatie wel en andere juist niet gezien wordt.

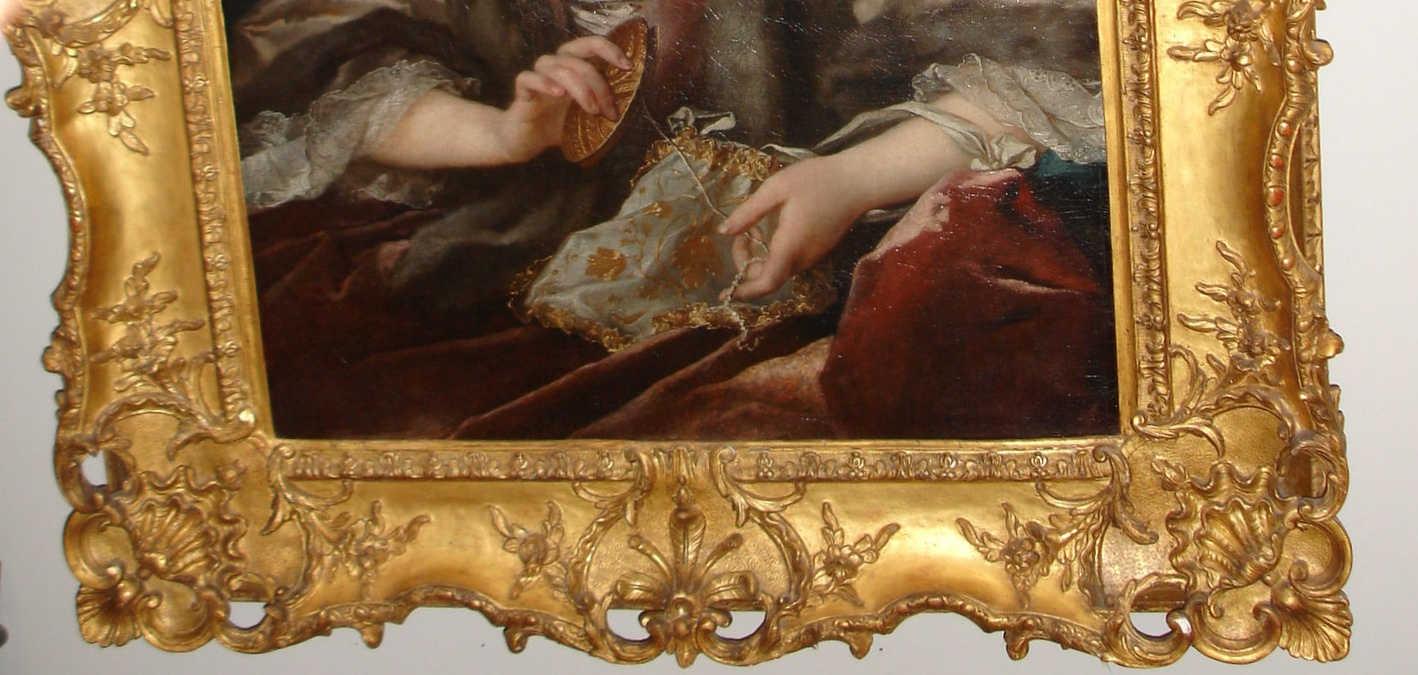
Een picture frame

Bij framing als overtuigingstechniek wordt gekozen voor woorden en beelden die die aspecten naar voren halen waarvoor de beoogde ontvangers het vatbaarst zijn. Zo kiest een fabrikant van vruchtensappen, die begrippen als gezond, natuurlijk, ambachtelijk, vers en oprecht met zijn merk wil associëren, voor een verpakking met dergelijke vermeldingen die met opzet vaag zijn, om een overdreven positief beeld te geven van het sap.
Geen enkele communicatie is volstrekt objectief en dus kent iedere uitspraak wel een zeker frame (denkraam) van veronderstellingen die eronder verborgen zitten. Anders dan bij het gebruik van argumenten als overtuigingsmiddel, gaat het bij framing vooral om de associaties bij het beeld.
Scheufele beargumenteert dat framing een concept is dat zowel op macro- als microniveau aanwezig is. Binnen het macroniveau verwijst framing naar de manier waarop onder andere journalisten informatie presenteren. Dit wordt gedaan op een manier die samenvalt met de interpretatieve schema's van het publiek. Het doel van de journalisten is niet zozeer om het publiek te misleiden, maar om de complexiteit van een bepaald probleem te verminderen. Frames zijn daarom belangrijk voor het begrijpen van complexe vraagstukken. Ze spelen in op de bestaande interpretatieve schema's van het publiek om informatie toegankelijk te presenteren voor leken. Binnen het microniveau beschrijft framing hoe mensen informatie gebruiken om een impressie te krijgen met betrekking tot een bepaalde kwestie.

## Herkomst
De oorsprong van framing valt te herleiden uit zowel de psychologie als de sociologie. De psychologische basis van framing ligt in het werk van Daniel Kahneman en Tversky. Zij onderzochten hoe verschillende presentaties van soortgelijke besluitvormingsuitkomsten de keuzes van mensen beïnvloeden. De sociologische oorsprong van framing ligt bij Erving Goffman. Hij stelde dat individuen niet in staat zijn de wereld volledig te begrijpen, waardoor individuen interpretatieve schema's toepassen om nieuwe informatie op een efficiënte manier te begrijpen.

## Politiek
Framing is een belangrijk instrument voor politici om een boodschap aan de massa over te brengen. Framing kan ervoor zorgen dat de massa de wereld vanuit een bepaald perspectief bekijkt. Een voorbeeld van het gebruik van framing is het presenteren van bepaalde argumenten rondom een politieke kwestie die om een oplossing vraagt. De oplossingen die worden gegeven door politici die gebruikmaken van framing lijken het meest geschikt in vergelijking met die van de oppositie. Dit argument komt van George Lakoff, die stelt dat iedereen onbewust metaforen gebruikt om de gedachten te structureren. Sommige politici zorgen met bepaald taalgebruik dat men zich gaat beroepen op deze onbewuste denkpatronen.
De term framing is in de politiek sterk in de belangstelling gekomen tijdens de presidentsverkiezingen van 2004 in de Verenigde Staten, waar de Republikeinen de Democraten op dit gebied aftroefden. Een voorbeeld daarvan is het gebruik van de term tax relief (belastingverlichting) door de Republikeinen. Het woord relief is een impliciete beschuldiging aan het adres van degenen die de belastingen hebben laten oplopen, de Democraten. Door het overnemen van dit woord in de pers en in onderlinge gesprekken, vond ook de beschuldiging een breed publiek. De Democraten werden in het defensief gedrongen, wat het beeld nog versterkte. Veel politici proberen het publiek dus met bepaald taalgebruik beïnvloeden.
Een voorbeeld in Nederland wordt geleverd door de Socialistische Partij. Die noemde de hypotheekrenteaftrek sinds de landelijke verkiezingen in 2010 steevast villasubsidie. Waar hypotheekrenteaftrek een mild positieve bijklank heeft, heeft villasubsidie  een negatieve connotatie van verspilling en decadentie.
Robert Entman stelt dat, omdat framing de perceptie van het publiek over een onderwerp kan veranderen, politici de strijd aangaan om te bepalen hoe kwesties worden ingekaderd. De manier waarop deze kwesties in de media worden weergegeven, bepaalt wie de strijd wint binnen het politieke spel.

### Voorbeelden
Pogingen om te framen slagen soms wel, soms niet. Zo vond in Nederland de politiek geïnspireerde term aanrechtsubsidie (waarmee een bepaald gebruik van de algemene heffingskorting wordt aangeduid) zijn weg naar het reguliere taalgebruik. Minder geslaagd was het gebruik van de term VOC-mentaliteit door minister-president Jan Peter Balkenende bij de Algemene beschouwingen van 2006. Hij wilde daarmee de economische groei van toen plaatsen in het kader van Nederlands zelfbewustzijn dat verder keek dan de eigen landsgrenzen. Onbedoeld zat aan dit frame ook de kant van onderdrukking en uitbuiting, wat onder meer door GroenLinks-fractievoorzitter Femke Halsema werd benadrukt. Het door de premier bedoelde beeld werd daarmee ontkracht.

## Reframing
Reframing is het geven van een andere betekenis aan een frame. Met behulp van reframing is het mogelijk om een negatief frame teniet te doen. Reframing wordt wel gebruikt als debat- of discussietechniek. Een voorbeeld is aangeven dat iets met grote zorgvuldigheid behandeld wordt na commentaar iets te lang duurt. Het negatieve element langzaam wordt zo omgebogen naar het positieve zorgvuldig. Een voorbeeld uit het maatschappelijk debat in de Verenigde Staten betreft de tegenstanders van abortus die zich pro life noemen - waarop voorstanders zich pro choice gingen noemen.
Bij frames is het beter om het frame direct te ontmaskeren. Bijvoorbeeld wanneer iemand de suggestieve waarom-vraag stelt: Waarom vind je die persoon irritant? neigt men te antwoorden met omdat ... waarmee onbedoeld het frame wordt bevestigd. Om het frame tegen te spreken, kan deze beter worden benoemd en ontkracht. Met je vraag ga je er klaarblijkelijk vanuit dat ik die persoon irritant zou vinden. Diegene vind ik niet irritant, we verschillen slechts dikwijls van mening. (in de assertieve volgorde van Luisteren, Interpreteren, Samenvatten, Antwoorden (LISA)).